# Секнідазол
Секнідазол — синтетичний антибіотик та антипротозойний препарат з групи нітроімідазолів для перорального застосування.

## Фармакологічні властивості
Секнідазол — синтетичний антибіотик та антипротозойний препарат з групи нітроімідазолів широкого спектра дії. Препарат має бактерицидну дію, яка пов'язана з порушенням процесів реплікації ДНК у клітинах бактерій та найпростіших. До препарату чутливі трихомонади, амеби, лямблії; анаеробні бактерії; чутливими до препарату є також Helicobacter pylori.

### Фармакокінетика
Після прийому всередину секнідазол швидко всмоктується, біодоступність препарату — 80%. Максимальна концентрація в крові досягається протягом 4 годин після прийому всередину. Високі концентрації секнідазол створює у більшості тканин та рідин організму. Препарат проникає через гематоенцефалічний бар'єр. Секнідазол проникає через плацентарний бар'єр та виділяється в грудне молоко. Метаболізується препарат в печінці з утворенням активних метаболітів. Виводиться секнідазол з організму переважно нирками. Період напіввиведення препарату складає більше ніж 20 годин, немає даних про збільшення тривалості виведення препарату при нирковій недостатності.

## Показання до застосування
Секнідазол рекомендовано при трихомонадному уретриті та вагініті, бактеріальному вагінозі, амебіазі, абсцесах печінки, лямбліозі.

## Побічна дія
При застосуванні секнідазолу можливі наступні побічні ефекти: часто (1—10%) нудота, болі в животі, глосит, стоматит, металічний присмак в роті, кропив'янка, оборотна лейкопенія; рідко (0,01—0,1%) запаморочення, порушення координації рухів, атаксія, парестезії, полінейропатія.

## Протипоказання
Секнідазол протипоказаний при підвищеній чутливості до нітроімідазолів, органічних захворюваннях нервової системи, захворюваннях крові, вагітності та годуванні грудьми, дітям до 12 років.

## Форми випуску
Секнідазол випускається у вигляді таблеток по 1,0 г та мікрогранул в саше по 0,25; 0,5 та 2,0 г. Входить до складу комбінованих препаратів «ГІНЕКИТ®», «ДАЗЕЛ» з азитроміцином та флуконазолом для лікування інфекцій, що передаються статевим шляхом.